# Can Morera
Can Morera és una obra del municipi de les Franqueses del Vallès (Vallès Oriental) inclosa en l'Inventari del Patrimoni Arquitectònic de Catalunya.

## Descripció
La façana principal està orientada a ponent. Al seu davant es forma un barri tancat per mitjà d'un conjunt d'edificis complementaris. La casa està formada per tres crugies i tres pisos d'alçada, la façana actual és fruit d'una reforma de finals del segle xix, el cos de la casa és més antic. Ambdós cantonades sobresurten torres de secció quadrada coronades per merlets de perfil sinuós i decorades amb maó a la zona superior. A la dreta de la façana hi ha adossada una altra torre més gran, amb merlets escalonats fets de maó, i una galeria d'arcades de punt rodó. L'edifici cobert a dues vessants té un capcer de perfil sinuós. El gran portal d'accés al barri és de maó pintat vermell. Al seu damunt decoració amb ceràmica i la data 1881. Coronat per portal hi ha uns escultura de pedra. A la part de darrere de la casa hi ha finestres neogòtiques, fetes de maó, d'arc conopial, Aquesta zona també està reformada. Hi ha elements que segueixen el llenguatge del primer modernisme.

## Història
A l'arxiu parroquial es conserva diversa documentació on es fa referència a la casa des del s. XIII. En el fogatge de 1553 apareix Àngela Morera vídua. No tenim cap data documental anterior a la reforma que ens parli de la construcció de la casa. La tipologia és molt simple i no ens dona cap element que ens permeti datar-la. Només coneixem la reforma que va afectar l'interior i a la façana principal a través de la data del portal (1181).